# František Novák
František Novák (ur. 1958) – czechosłowacki skoczek narciarski. Najlepsze wyniki w Pucharze Świata osiągnął w sezonie 1981/1982, kiedy zajął 48. miejsce w klasyfikacji generalnej.
Największym jego sukcesem jest 6. miejsce na Mistrzostwach Świata w Lotach Narciarskich 1977 w Vikersund.

## Puchar Świata w skokach narciarskich

### Miejsca w klasyfikacji generalnej
- sezon 1980/1981: 55.
- sezon 1981/1982: 48.

## Mistrzostwa świata w lotach
- Indywidualnie
  - 1977 Vikersund (NOR) – 6. miejsce